# Kyzylorda
Kyzylorda o Kizilorda (Qızılordaⓘ en kazajo: Қызылорда́), anteriormente conocida como Kzyl-Orda (en ruso: Кзыл-Орда 1925-1991), Ak-Mechet (Ак-Мечеть, hasta 1853 y 1922-1925), Perovsk (Перовск, 1867-1925) y Fuerte Perovski (Форт Перовский, 1853 a 1867), es la capital de la provincia homónima. Está ubicada junto al río Sir Daria.

## Historia

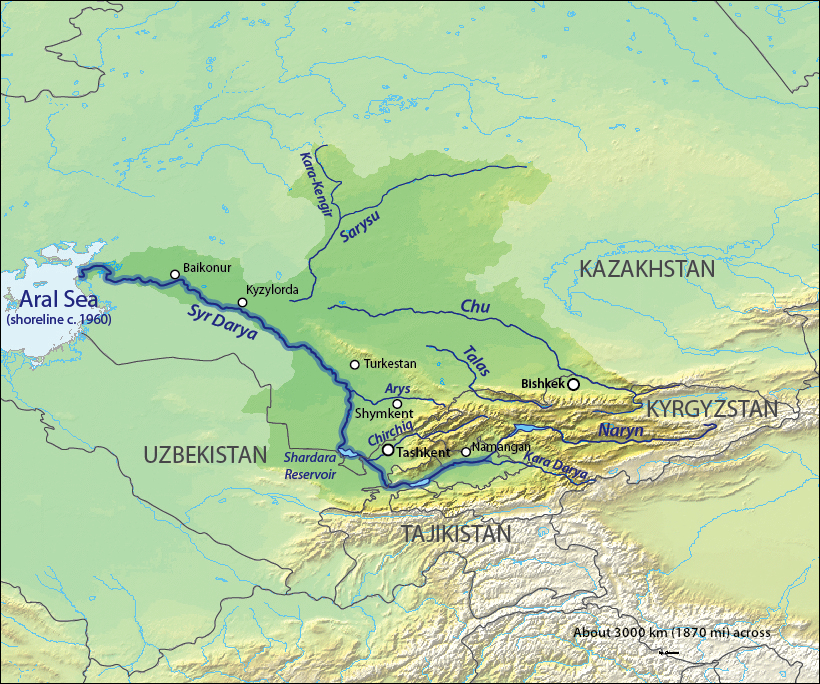
Kyzylordá en un mapa del río Sir Daria

Kyzylordá fue fundada en 1820 como La fortaleza de Ak-Mechet (transliterado: Masjid Aq, Aq Mechet, «Mezquita blanca»), en el Kanato de Kokand. Yaqub Beg fue el comandante del fuerte hasta que fue tomada por las tropas rusas del general Vasili Alekséyevich Perovski en 1853. Los rusos luego cambiaron el nombre del fuerte a Fort Perovski. De 1867-1922, fue conocida como la ciudad de Perovsk y adquiriendo el estatus como tal. Posteriormente como Ak-Mechet de nuevo entre 1922 y 1925. En 1925, la ciudad pasó a llamarse Kyzyl-Ordá cuando se convirtió brevemente en la capital de la República Autónoma Socialista Soviética de Kazajistán. El nombre de la ciudad se traduce como "ciudad roja", significando Kyzyl  ("Қызыл") - rojo y ordá - ciudad.

## Clima
Kyzylorda tiene un clima desértico (según la clasificación climática de Köppen BWk) con veranos calurosos e inviernos fríos. La precipitación es baja durante todo el año, particularmente en los meses de verano. La nieve es común, aunque ligera, en invierno. La temperatura más baja registrada es -33.9 °C (-29.0 °F), registrada en febrero de 1969, y la temperatura más alta es 46.0 °C (114.8 °F), registrada en julio de 1975.
| Parámetros climáticos promedio de Arcángel | Parámetros climáticos promedio de Arcángel | Parámetros climáticos promedio de Arcángel | Parámetros climáticos promedio de Arcángel | Parámetros climáticos promedio de Arcángel | Parámetros climáticos promedio de Arcángel | Parámetros climáticos promedio de Arcángel | Parámetros climáticos promedio de Arcángel | Parámetros climáticos promedio de Arcángel | Parámetros climáticos promedio de Arcángel | Parámetros climáticos promedio de Arcángel | Parámetros climáticos promedio de Arcángel | Parámetros climáticos promedio de Arcángel | Parámetros climáticos promedio de Arcángel |
| Mes                                        | Ene.                                       | Feb.                                       | Mar.                                       | Abr.                                       | May.                                       | Jun.                                       | Jul.                                       | Ago.                                       | Sep.                                       | Oct.                                       | Nov.                                       | Dic.                                       | Anual                                      |
| ------------------------------------------ | ------------------------------------------ | ------------------------------------------ | ------------------------------------------ | ------------------------------------------ | ------------------------------------------ | ------------------------------------------ | ------------------------------------------ | ------------------------------------------ | ------------------------------------------ | ------------------------------------------ | ------------------------------------------ | ------------------------------------------ | ------------------------------------------ |
| Temp. máx. abs. (°C)                       | 15.2                                       | 21.8                                       | 31.3                                       | 39.3                                       | 44.0                                       | 44.6                                       | 46.0                                       | 44.7                                       | 42.0                                       | 35.7                                       | 26.0                                       | 17.2                                       | 46.0                                       |
| Temp. máx. media (°C)                      | -2.5                                       | 0.2                                        | 8.8                                        | 20.3                                       | 27.2                                       | 32.9                                       | 34.3                                       | 32.6                                       | 26.1                                       | 17.4                                       | 7.2                                        | -0.4                                       | 17.0                                       |
| Temp. media (°C)                           | -6.8                                       | -5.0                                       | 2.7                                        | 13.3                                       | 20.3                                       | 26.1                                       | 27.8                                       | 25.7                                       | 18.6                                       | 10.2                                       | 1.9                                        | -4.7                                       | 10.8                                       |
| Temp. mín. media (°C)                      | -10.3                                      | -9.2                                       | -2.2                                       | 6.9                                        | 13.2                                       | 18.8                                       | 20.8                                       | 18.6                                       | 11.7                                       | 4.0                                        | -2.4                                       | -8.2                                       | 5.1                                        |
| Temp. mín. abs. (°C)                       | -33.0                                      | -33.9                                      | -26.0                                      | -8.0                                       | -0.8                                       | 7.2                                        | 10.9                                       | 6.0                                        | -1.0                                       | -12.6                                      | -25.1                                      | -31.0                                      | -33.9                                      |
| Precipitación total (mm)                   | 19                                         | 15                                         | 17                                         | 16                                         | 16                                         | 10                                         | 6                                          | 4                                          | 4                                          | 10                                         | 17                                         | 17                                         | 151                                        |
| Días de precipitaciones (≥ 1 mm)           | 4                                          | 4                                          | 6                                          | 6                                          | 6                                          | 4                                          | 3                                          | 2                                          | 2                                          | 5                                          | 6                                          | 5                                          | 53                                         |
| Días de nevadas (≥ 1 mm)                   | 12                                         | 9                                          | 4                                          | 0.2                                        | 0.03                                       | 0                                          | 0                                          | 0                                          | 0                                          | 0.4                                        | 3                                          | 9                                          | 38.63                                      |
| Fuente: Pogoda.ru.net                      |                                            |                                            |                                            |                                            |                                            |                                            |                                            |                                            |                                            |                                            |                                            |                                            |                                            |

## Agricultura
Kyzylorda es también conocida por su producción de arroz. Hay cientos de hectáreas de arroz cultivadas en el área y al menos dos molinos para el procesamiento de este cereal en la ciudad.

## Educación
En el ámbito de la educación existen 285 escuelas generales, donde 150.472 estudiantes se les enseña en la región. La distribución de escuelas son: 17 de educación secundaria profesional y 13 escuelas técnicas profesionales. En el ámbito de la educación superior hay 11 instituciones de educación superior, entre ellos uno es el estado, 5 son sucursales y 5 no estatales Institutos de Educación Superior. En la región hay 67 establecimientos Preescolares.
La Universidad Estatal de Kyzylorda (UEK), antes Aka Korkyt es el principal centro educativo en ciencia y cultura en la ciudad de Aral en Kazajistán. La universidad dispone de tres especialistas altamente calificados en 54 especialidades, 11 facultades, 20 especialidades en licenciatura y 7 especialidades en magistratura.

## Transporte
Kyzylorda dispone de un aeropuerto y se ha desarrollado como centro de abastecimiento de los campos petrolíferos importantes en la vecina cuenca del Turgay.

## Deportes
Para el empleo regular de la población de la región por el entrenamiento físico y el deporte hay 7 estadios, 6 complejos deportivos, una piscina, la pista 1 y la arena de atletismo, un hipódromo, 113 galerías de tiro, 4 pistas de tenis, 687 terrenos de deporte, 136 patios de recreo, 15 núcleos de deportes, un centro de boliche, 168 gimnasios adaptados (gimnasios).
En mayo de 2005 Ilya Ilin ganó el campeonato del mundo entre los deportistas jóvenes en Pusan (Corea del Sur), Rusjianovsky romana se convirtió en el premio de bronce-ganador. Una victoria de los años 17 deportistas de atletismo pesado Ilya Ilin en el campeonato del mundo en Catar fue el triunfo del año. Mejoró un récord personal, establecido dos récords del mundo entre los deportistas jóvenes.
En diciembre de ciclistas terminó la participación de los deportistas regionales en las competiciones internacionales. En diciembre, 15-18,2005 que participaron en el campeonato de Asia en una pista de bicicletas, Berik Kupeshov (recientemente jinete del equipo de ciclismo Astaná) y Alejandro Kilibayev se convirtió en campeón de Asia contingente.
El plazo de un año los jugadores del club de balonmano "Seihun-KАМ" fueron éxito que obtuvo el primer lugar en el campeonato de la república. El comienzo de 2006 fue un éxito en el campeonato de la república en la lucha greco-romana en las categorías de peso de 55 y 74 kg Kuketov Ermek y Dastan Zhusipov ganó una medalla de oro, medalla y Bakhyt Sagaev se convirtió en un premio de bronce-ganador.
La ciudad envió una bandy equipo a la Spartakiade 2009.

## Turismo
La ciudad de Kyzylorda es uno de los centros históricos de la Ruta de la Seda. Los sitios turísticos organizan viajes turs en esta ruta, que incluyen las ciudades de Sauran y Shyganak. Monumentos arqueológicos y mausoleos de Sunak Ata, Ishan Aikozha, Karasopy, Okshy Ata, Dosball, Esabyz, Aktas la mezquita, el complejo memorial de Korkyt Ata y el conocido cosmódromo de Baikonur.

## Ciudades hermanadas
Kyzylorda está hermanada con: 
- Arvada, Colorado, Estados Unidos.
- Bursa, Turquía.

## Galería

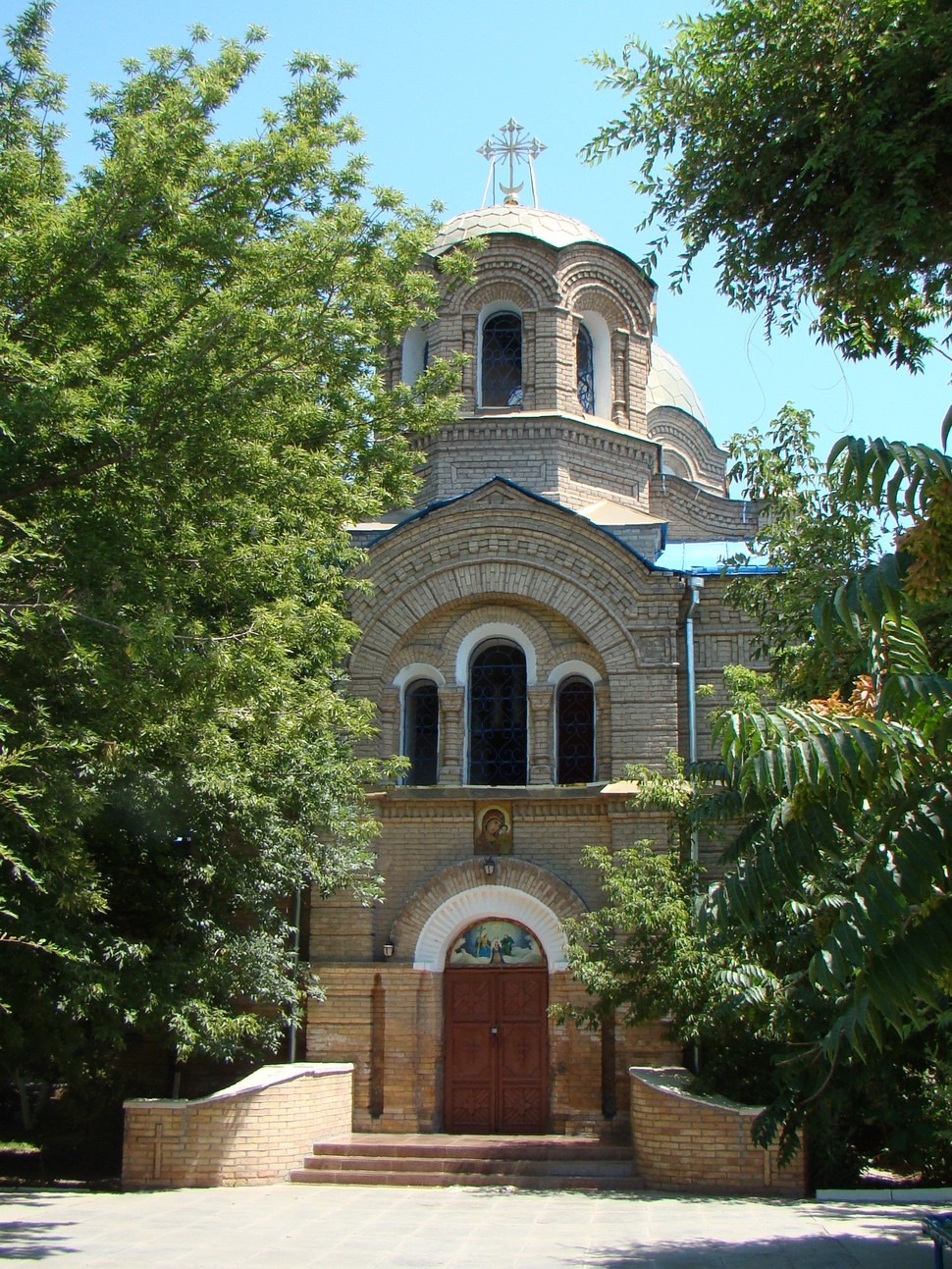
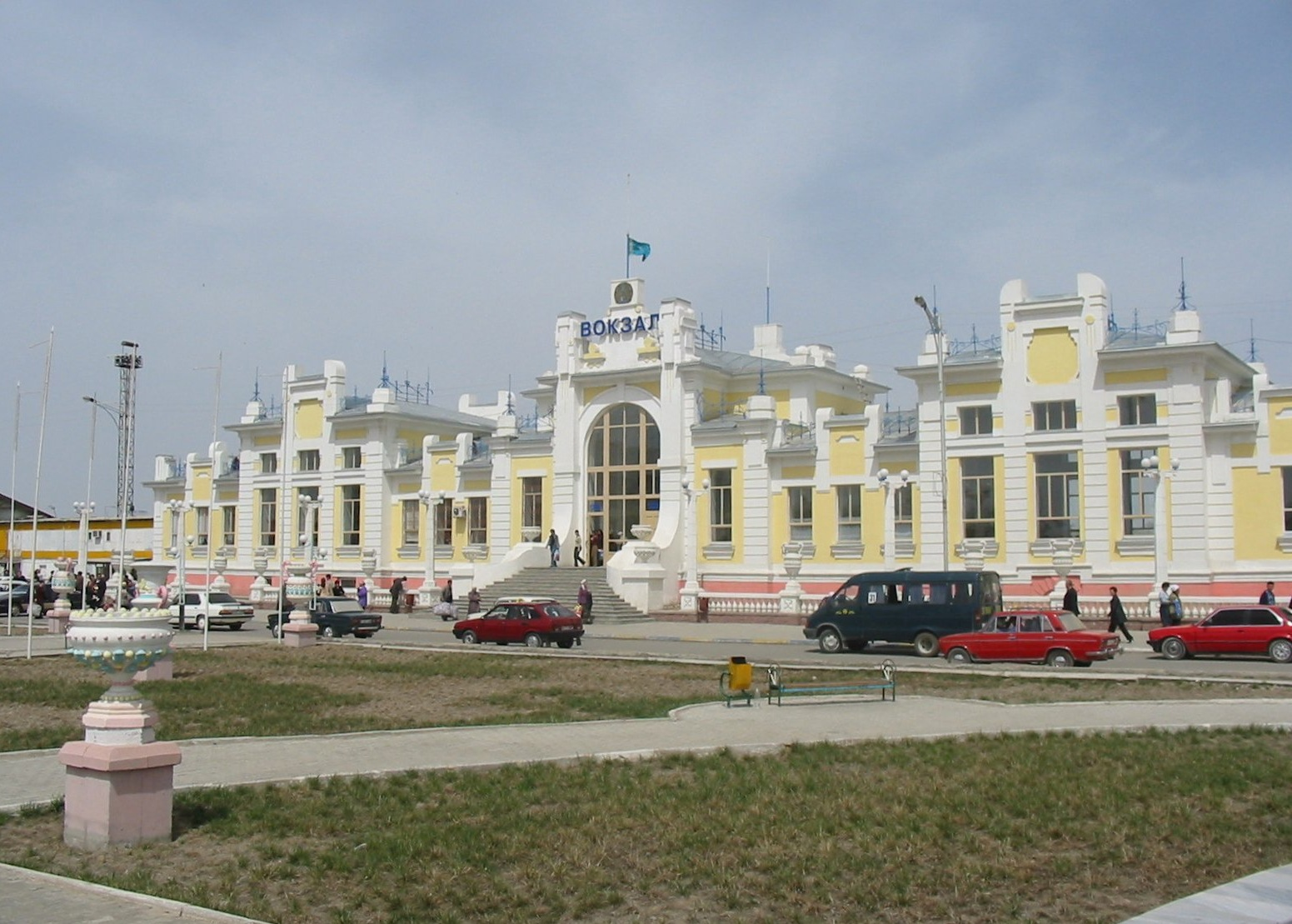
Estación del tren
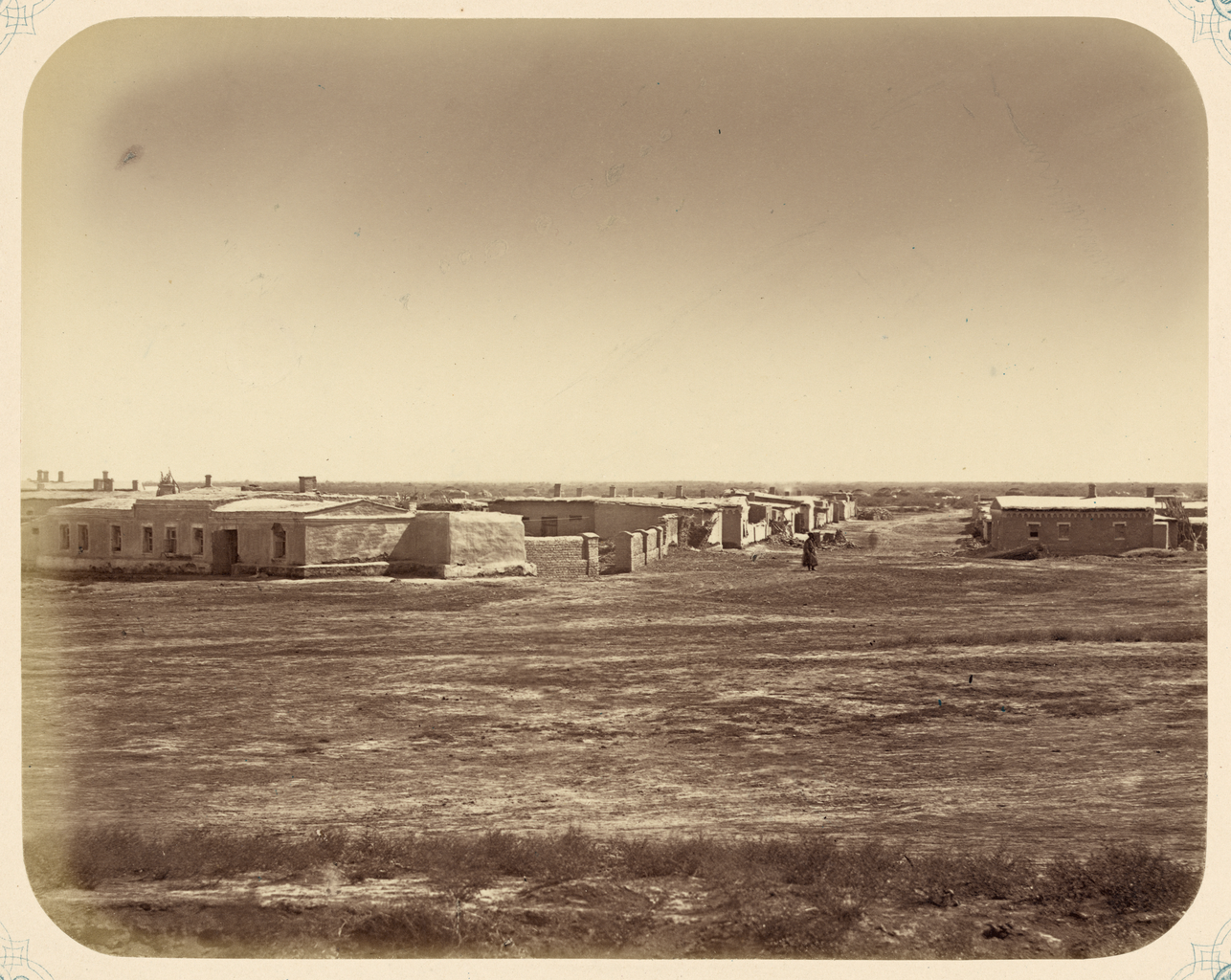